# Kościół św. Marcina Biskupa w Mchach
Kościół Świętego Marcina Biskupa w Mchach – rzymskokatolicki kościół parafialny we wsi Mchy, w gminie Książ Wielkopolski, w powiecie śremskim, w województwie wielkopolskim. Należy do dekanatu boreckiego.
Jest to świątynia renesansowa wybudowana w latach 1575-1616. Od zachodu jest umieszczona wieża zakończona hełmem barokowym, na nim chorągiewka z datą 1616. Wnętrze jednonawowe nakryte sklepieniem kolebkowym z lunetami, pokrytym dekoracją stiukową. Wyposażenie z XVII i XVIII stulecia. Późnorenesansowy nagrobek fundatora Stanisława Sepińskiego i jego żony Katarzyny, około 1600 z piaskowca w oprawie architektonicznej z leżącymi postaciami zmarłych.
W kościele znajduje się tablica z 1977 roku poświęcona Antoniemu Baraniakowi, arcybiskupowi poznańskiemu.